# Glacier des Rouges du Dolent
Ne doit pas être confondu avec Glacier du Dolent.
Le glacier des Rouges du Dolent est un glacier de France situé dans le massif du Mont-Blanc, sur la commune de Chamonix-Mont-Blanc.
Le glacier naît sur l'ubac de la pointe Kurz et l'adret de la pointe Morin, à environ 3 400 mètres d'altitude, et se dirige vers le sud-ouest en direction du glacier d'Argentière. Il fait partie des glaciers latéraux situés en rive droite du glacier d'Argentière avec ceux du Tour-Noir, des Améthystes, du Milieu, du Chardonnet, du Trident, Adams Reilly et du Passon situés au nord-ouest. De l'autre côté des pointes Kurz et Morin qui marquent la frontière avec la Suisse se trouve le glacier de l'A Neuve.

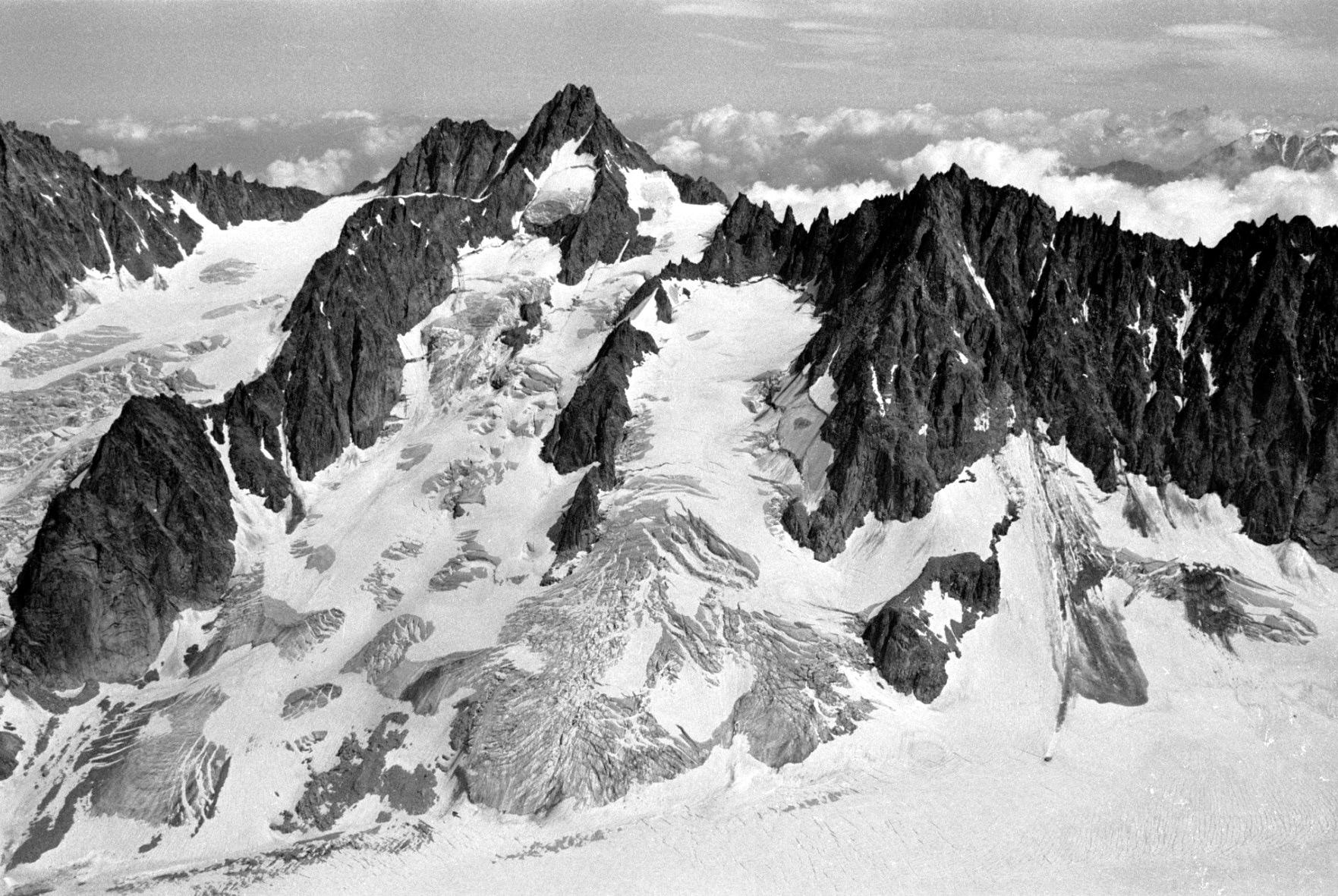
Vue en 1983 depuis les Courtes au sud-ouest des glaciers des Rouges du Dolent (au centre) et du Tour-Noir (à gauche) au-dessus du glacier d'Argentière et dominés par le Tour Noir.